# Spinicrus nigricans
Spinicrus nigricans is een hooiwagen uit de familie Monoscutidae.